# نیسان ارج
نیسان ارج (Nissan URGE) یک خودروی مفهومی ساخت نیسان است.
این خودرو در کلاس خودرو اسپورت قرار گرفته و طراحی آن خودروهای موتور جلو-محور عقب بوده است. سیستم جعبه‌دندهٔ آن ۶ دنده به صورت دستی است.